# Алая роза (фильм, 1963)
«Алая роза» (яп. 真赤な恋の物語, маккана кой но моногатари; англ. The Scarlet Rose) — японский фильм, поставленный в жанре криминальной драмы (нуар) режиссёром Умэцугу Иноуэ в 1963 году. Вольная переработка новеллы Проспера Мериме «Кармен», действие которой перенесено в Японию 1960-х годов. В фильме также звучит музыка из оперы «Кармен» Жоржа Бизе. Главные роли исполнили популярная звезда кинокомпании «Сётику» Марико Окада и недавно пришедший на студию из обанкротившейся к тому времени кинокомпании «Синтохо», молодой, но уже также популярный актёр Тэруо Ёсида.

## Сюжет
Помощнику полицейского инспектора Сабуро Татэно, бывшему джазовому пианисту, поручено раскрыть банду торговцев наркотиками. Но он становится жертвой соблазнительной хитрости Маки, прекрасной певицы в ночном клубе и одной из главарей банды. Один за другим брошенные любовники Маки исчезают, и Татэно сталкивается с подобной судьбой.
Попавший в руки бандитов, Татэно под пытками раскрывает свою личность и это приводит к убийству его тайного коллеги. Татэно понимает, что после этого его карьере пришёл конец, и это, плюс влюблённость в Маки, побуждает его присоединиться к бандитам. Однако, прежде чем подать в отставку, он ведёт полицию по ложному следу, когда в другой части города происходит крупная сделка наркоторговцев, и этот поступок вызывает доверие к нему в преступном мире.
Когда Маки обращает своё внимание на молодого певца, Татэно понимает, что он зря увлёкся ею, что он проиграл. Он решает убить дразнящую его красотку, но и сам погибает от мести бандитов.

## В ролях
- Марико Окада — Маки Фудзитакаси
- Тэруо Ёсида — Сабуро Татэно
- Хироми Сакаки — Кэйко Сакаи
- Минору Ооки — босс мафии
- Такаси Фудзики — Кэндзи Акаги
- Дзюн Нэгами — Кито
- Кэйдзиро Мородуми — Цудзимура
- Акихиро Китатакэ — Оки
- Тоору Абэ — инспектор Ямада
- Дзюдзабуро Акэти — Кэйдзи Тадокоро

## Премьеры
- — национальная премьера фильма состоялась 11 августа 1963 года в Токио[1].